# Liste von Unternehmen der Stadt München
Die Stadt München besitzt verschiedene Unternehmen und Unternehmensbeteiligungen. Der Besitz bzw. der Betrieb von Unternehmen durch die Stadtverwaltung München hat verschiedene rechtliche, politische und historische Gründe.
| Name                                                     | Rechtsform    | Beteiligung | Portfolio                                                    |
| -------------------------------------------------------- | ------------- | ----------- | ------------------------------------------------------------ |
| Abfallwirtschaftsbetrieb München                         | Eigenbetrieb  | 100 %       | Müllentsorgung (ohne Straßenreinigung/Winterdienst)          |
| Stadtwerke München                                       | GmbH          | 100 %       | ÖPNV, Energieversorgung, Trinkwasser, Schwimmbäder           |
| Markthallen München                                      | Eigenbetrieb  | 100 %       | Immobilien (Lebensmittelhandel)                              |
| Gasteig                                                  | gGmbH         | 100 %       | Immobilien (Kultur, Bildung)                                 |
| München Klinik                                           | GmbH          | 100 %       | Gesundheitsdienstleistungen                                  |
| München Stift                                            | gGmbH         | 100 %       | Altenpflege                                                  |
| München Ticket                                           | GmbH          | 100 %       | Kartenvorverkauf                                             |
| Messe München                                            | GmbH          |             | Messewirtschaft                                              |
| Flughafen München                                        | GmbH          | 23 %        |                                                              |
| Mediaschool Bayern                                       | GmbH          |             |                                                              |
| Münchner Arbeit                                          | gGmbH         | 100 %       | Beschäftigung & Qualifizierung                               |
| Münchner Gewerbehof- und Technologiezentrumsgesellschaft | GmbH          | 100 %       | Immobilien (Gewerbe)                                         |
| Tierpark Hellabrunn                                      | AG            |             |                                                              |
| Munich Urban Colab                                       | GmbH          |             |                                                              |
| Olympiapark                                              | GmbH          | 100 %       | Immobilien (Sportveranstaltungen, Sportstätten, Grünanlagen) |
| Werk1                                                    | GmbH          |             | Immobilien (Start-ups)                                       |
| Münchner Stadtentwässerung                               | Eigenbetrieb  | 100 %       | Abwasserentsorgung                                           |
| Münchner Kammerspiele                                    | Eigenbetrieb  | 100 %       | Kultur (Theater)                                             |
| Deutsches Theater München                                | GmbH          | 100 %       | Kultur (Theater), Veranstaltungen                            |
| Münchner Volkshochschule                                 | GmbH          | 100 %       | Bildung                                                      |
| Internationale Münchner Filmwochen                       | GmbH          |             | Kultur (Film)                                                |
| GEWOFAG                                                  | GmbH          | 100 %       | Immobilien (Wohnungen)                                       |
| GWG                                                      | GmbH          | 100 %       | Immobilien (Wohnungen)                                       |
| muenchen.de                                              | GmbH & Co. KG |             | Online                                                       |
| it@M                                                     | Eigenbetrieb  | 100 %       | IT-Infrastruktur und -Services                               |
| MRG Münchner Raumentwicklungsgesellschaft                | GmbH          | 100 %       | Immobilien, öffentliche Infrastruktur                        |